# Jarvis (cràter)
Jarvis és un cràter d'impacte que es troba a la cara oculta de la Lluna, dins del cràter Apollo, i a la meitat oriental de la conca que ocupa el seu anell interior.

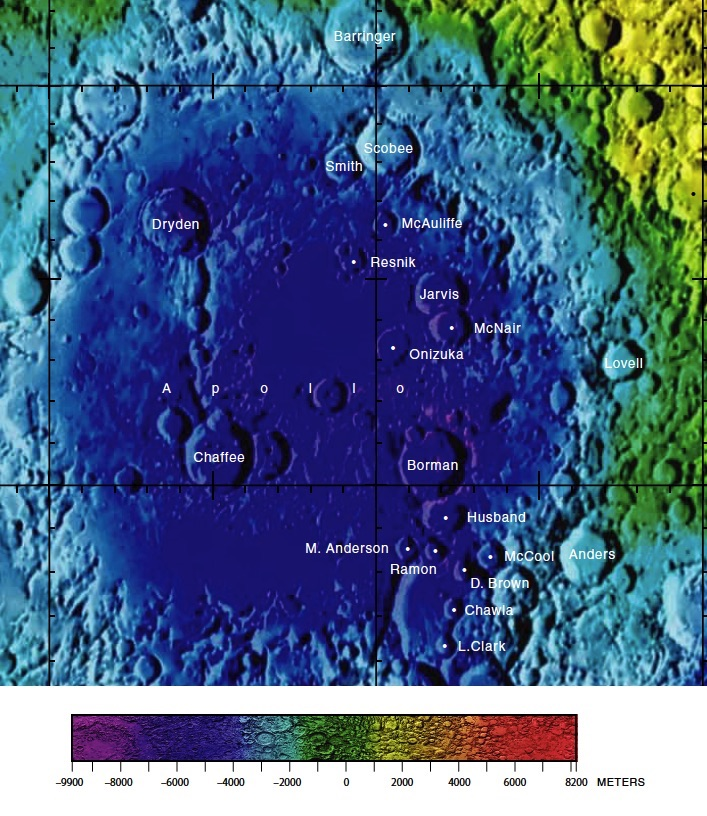
Localització de Jarvis (dreta de la imatge)
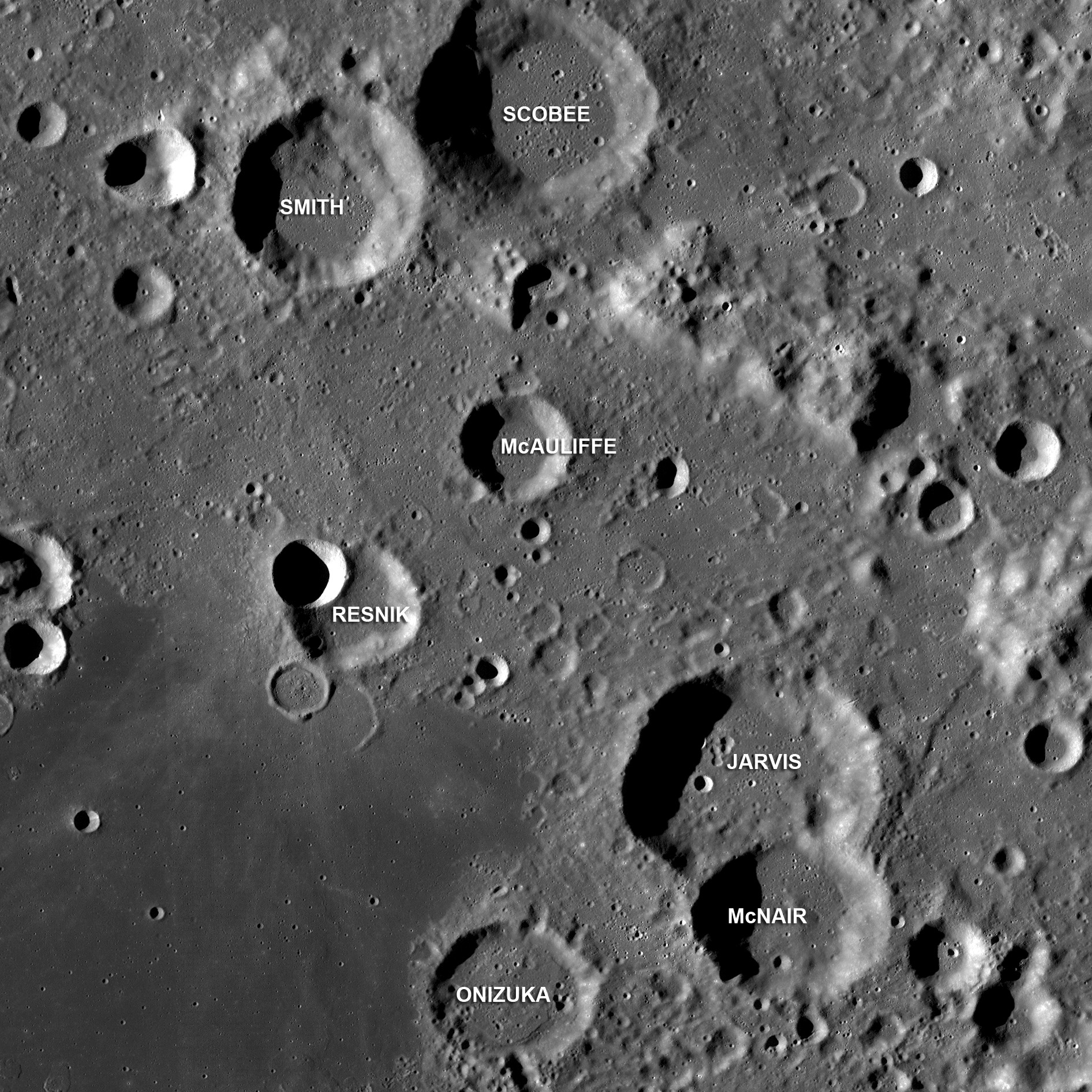
Cràters dedicats als astronautes morts a l'accident del Challenger

Presenta una vora exterior baixa, una mica desgastada i aproximadament circular. Una àmplia fractura a la part sud-sud-est de la vora està parcialment coberta pel cràter McNair. Aquest darrer és més recent que Jarvis, ja que la vora es superposa a l'interior de Jarvis. La seva plataforma no té trets distintius, marcada només per diminuts cràters i algunes de les crestes baixes de la vora de McNair.
El nom del cràter va ser aprovat per la UAI el 1988 en honor de Gregory Jarvis, mort a l'accident del transbordador espacial Challenger el 28 de gener de 19861 El cràter triat es denominava anteriorment Borman Z, un cràter satèl·lit de Borman.